# معمای خدا (فیلم)
معمای خدا (神様のパズル, Kamisama no pazuru) (انگلیسی: God's Puzzle) فیلمی ژاپنی در سبک علمی تخیلی به کارگردانی تاکاشی میکه محصول سال ۲۰۰۸ است. معمای خدا اقتباسی سینمایی از رمانی به همین نام از شینجی کیموتو است.